# Água benta

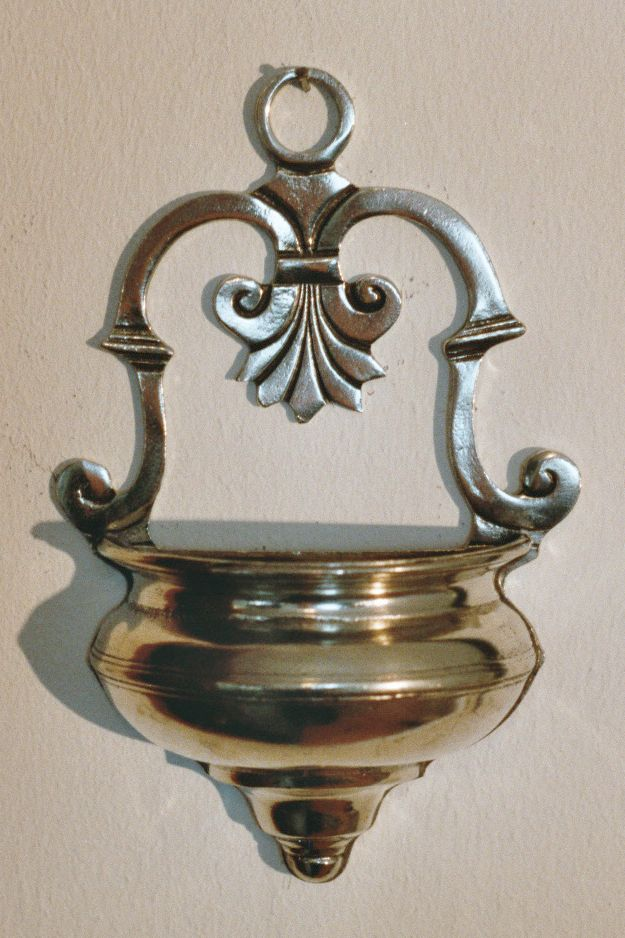
Um recipiente com água benta, comum nas Igrejas Católicas.

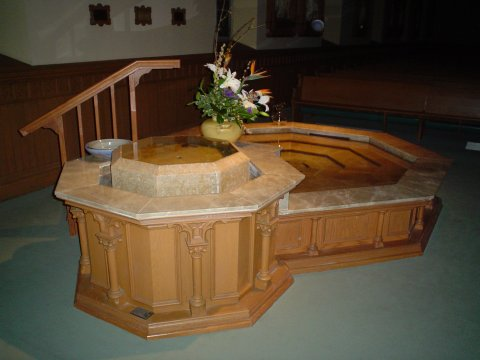
Fonte de batismo da Catedral de São Raphael, Dubuque.

Água benta é, de acordo com o catolicismo, anglicanismo, ortodoxia bizantina, ortodoxia oriental, bem como outras igrejas, a água que foi santificada por um sacerdote, com o propósito de batismo, benção de pessoas, lugares e objetos, ou como forma de repelir o mal.
A utilização da água benta para o batismo e a limpeza espiritual é comum em diversas religiões, do cristianismo ao sikhismo e ao hinduísmo. A utilização da água benta como um sacramental para proteção contra o mal, no entanto, é exclusivo da Igreja Católica Apostólica Romana e das Igrejas Ortodoxas.
Há menções do uso de água no ritual mosaico. "Tomará água num vaso de barro e pegando um pouco de pó do pavimento do tabernáculo, o lançará na água. Estando a mulher de pé diante do senhor, o sacerdote lhe descobrirá a cabeça e porá em suas mãos a oblação de recordação, a oblação de ciúme. O sacerdote terá na mão as águas amargas que trazem a maldição." (Nm 5,17-18).
"O Senhor disse a Moisés o seguinte: toma os levitas do meio dos israelitas e purifica-os. Eis como farás para purificá-los: asperge-os com a água da expiação e eles passem uma navalha sobre todo o corpo, lavem as suas vestes e purifiquem-se a si mesmos." (Nm 8,5-7). "Derramarei sobre vós águas puras, que vos purificarão de todas as vossas imundícies e de todas as vossas abominações." (Ez 36,25).

## Ritual para abençoar a água
Na Igreja Católica como na Igreja Ortodoxa, um leigo não pode abençoar a água de forma a torná-la um sacramental, somente um sacerdote pode fazê-lo. É necessário que o sobredito abençoe conforme o "Rituale Romanum". 
Para abençoar a água, segue-se a seguinte fórmula que só é feita em latim:

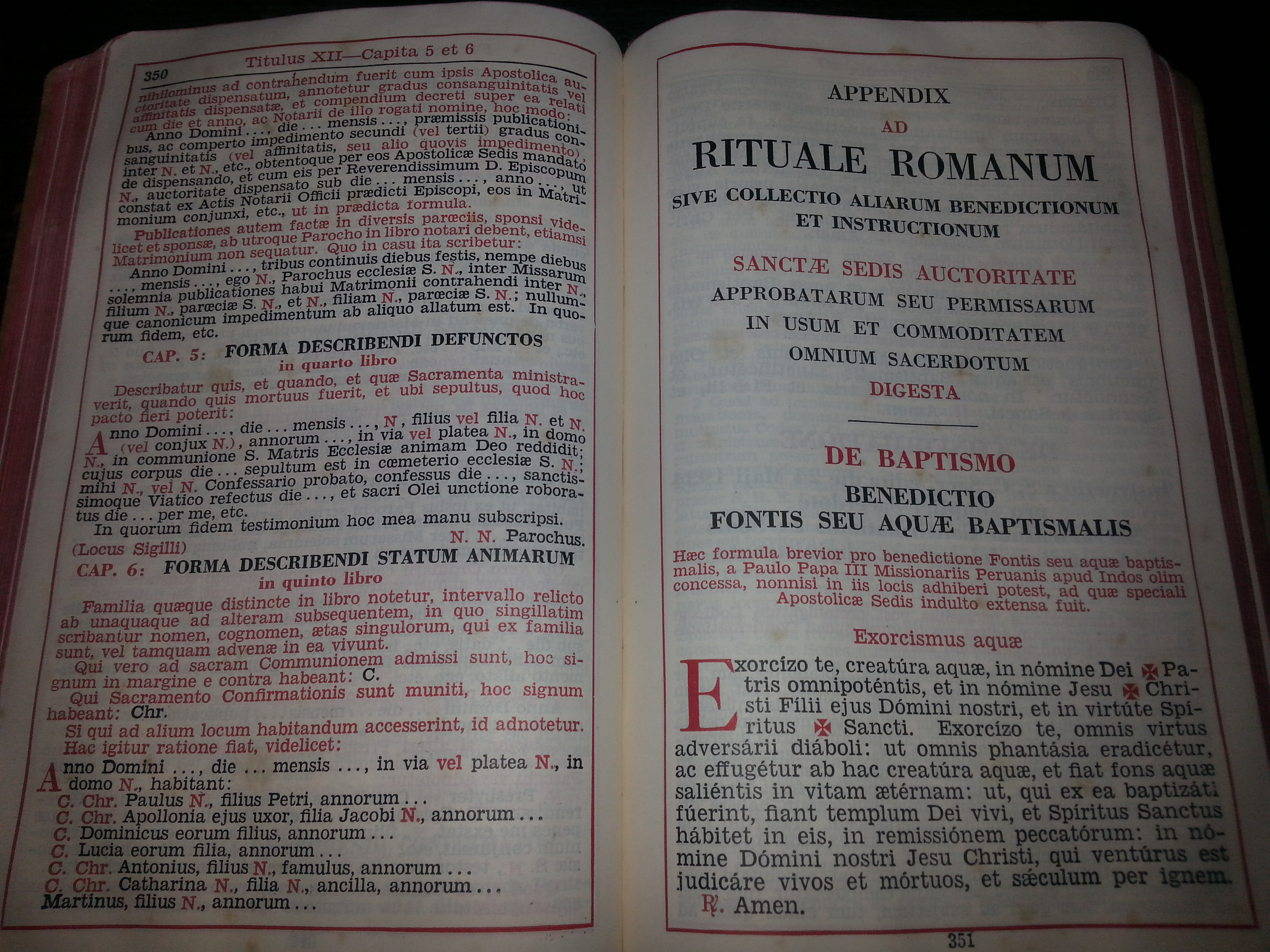
Rituale Romanum.

†Exorcizo te, creatura aquæ, in nomine Dei Patris omnipotentis, et in nomine Jesu Christi, Filii ejus Domini nostri, et in virtute Spiritus Sancti: ut fias aqua exorcizata ad effugandam omnem potestatem inimici, et ipsum inimicum eradicare et explantare valeas cum angelis suis apostaticis, per virtutem ejusdem Domini nostri Jesu Christ: qui venturus est judicare vivos et mortuos et sæculum per ignem.
Deus, qui ad salutem humani generis maxima quæque sacramenta in aquarum substantia condidisti: adesto propitius invocationibus nostris, et elemento huic, multimodis purificationibus præparato, virtutem tuæ benedictionis infunde; ut creatura tua, mysteriis tuis serviens, ad abigendos dæmones morbosque pellendos divinæ gratiæ sumat effectum; ut quidquid in domibus vel in locis fidelium hæc unda resperserit careat omni immunditia, liberetur a noxa. Non illic resideat spiritus pestilens, non aura corrumpens: discedant omnes insidiæ latentis inimici; et si quid est quod aut incolumitati habitantium invidet aut quieti, aspersione hujus aquæ effugiat: ut salubritas, per invocationem sancti tui nominis expetita, ab omnibus sit impugnationibus defensa. Per Dominum, amen. †
Após a benção, o sacerdote põe sal bento na água.
Após o Concílio Vaticano II, o Papa Paulo VI concedeu permissão para os sacerdotes abençoarem usando somente um sinal da cruz, ponto de divergência entre os católicos tradicionalistas.

## Contaminação
Fontes de água benta foram identificadas como fontes potenciais de infecções bacterianas e virais. Bacteriologistas encontraram
Staphylococcus, Streptococcus, Escherichia coli e Corynebacterium diphtheriae em fontes das igrejas de Sassari, Itália desde os princípios da microbiologia. Em um estudo mais recente, feito em 1995, descobriu-se que água benta é condutora de contaminação em hospitais por não estar sendo trocada frequentemente como deveria.